# 喬治·西默農
喬治·西默農（法語：Georges Simenon，法語發音：[ʒɔʁʒ simnɔ̃]；1903年2月13日—1989年9月4日），比利時法語作家，出生於比利時的列日，一生中創作非常多有關推理的著作（超過450部），可能是20世紀最多產的一位作家。西默農成功的塑造朱尔·迈格雷探長（Jules Maigret）這位名偵探，並以他為主角創作一系列的小說，首部小說《Pietr-le-Letton》於1931年出版。許多作品後來改編成電影及電視劇。1947年諾貝爾文學獎得主法國作家安德烈·紀德、亨利·米勒與歷史學家艾瑞克·霍布斯邦對於西默農的作品皆有高度的評價，T·S·艾略特也曾經表達對於梅格雷探長的喜愛。

## 作品一覽
僅列出台灣中文版書目。（引用自徐錦成文章〈喬治．西默農在臺灣——兼懷胡品清教授〉，原書出版日期參考英語條目更改）
- 《岔路口之夜》（La nuit du carrefour，1931）郭功雋譯，臺北：實學，1967年3月（？）（按：本書未標明出版日期，但書前簡介註記「56年3月」）
- 《貝森夫人》（Maigret et la vieille Dame，1950）阮次山譯，臺北：水牛，1969年3月
- 《運河命案》（原書名不詳）郭功雋譯，臺北：商務，1969年4月（按：本書作者中文名誤植爲「馬哥」——即書中之探長Maigret）
- 《催命犬》（Le chien jaune, 1931）龍華譯，臺南：王家，1975年4月
- 〈聖費阿克事件〉(L'affaire Saint-Fiacre,1932）胡品清譯，臺北：中國文化學院，1980年3月（收錄在《法國當代短篇小說選》，且為節譯）
- 《探長與殺手》（Maigret et le tueur, 1969）陳蔚青譯，臺北：水牛，1981年10月
- 《人頭》 (La tête d'un homme, 1931) 鄭秀美譯，臺北：星光，1986年11月
- 《探長的耐性》(La patience de Maigret,1965），闕瑞湘譯，臺北：遠流，1998年2月
- 《雪上污痕》（La neige était sale, 1948），藥淑燕譯，臺北：還流，1999年6月
- 《探長與竊賊的妻子》（Maigret et la Grande Perche, 1951），陳蒼多譯，臺北：新雨，2001年1月
- 《黄狗》（Le chien jaune, 19361），孫桂榮譯，臺北：木馬文化，2003年2月
- 《屋裡的陌生人》（Les inconnus dans la maison, 1940），程鳳屏等譯，臺北：木馬文化，2003年2月
- 《超完美鬥智》（La tête d'un homme，1931），阮若缺譯，臺北：木馬文化，2003年4月
- 《雪上污痕》（La neige était sale, 1948），楊啓嵐譯，臺北：木馬文化，2003年5月
- 《我的探長朋友》（Mon ami Maigret，1949），顏湘如譯，臺北：木馬文化，2003年7月
- 《看火車的男人》（L'homme qui regardait passer les trains, 1938），張穎綺譯，臺北：木馬文化，2003年9月
- 《佳人之死》（La mort de Belle, 1952），楊啓嵐譯，臺北：木馬文化，2003年11月
- 《雙面路易》（Maigret et l'homme du banc，1953），張顆綺譯，臺北：木馬文化，2003年12月
- 《探長的猶豫》（Maigret hésite, 1968），孫桂榮（逸風）譯，臺北：木馬文化，2004年1月
- 《小聖人》（Le petit saint, 1965），程鳳屏譯，臺北：木馬文化，2004年4月
- 《不情願的證人》（Maigret et les temoins récalcitrants, 1959），尹琉譯，臺北：木馬文化，2004年5月
- 《給法官的一封信》（Lettre à mon juge ，1947），林崇慧譯，臺北：木馬文化，2004年6月

## 外部連結
- 维基共享资源上的相關多媒體資源：喬治·西默農
- Carvel Collins. . The Paris Review. Summer 1955,. Summer 1955 (9)  [2022-02-16]. （原始内容存档于2022-04-13）.
- Centre d'études Georges Simenon et Fonds Simenon de l'Université de Liège
- Petri Liukkonen. "Georges Simenon". Books and Writers
- Simenon's Inspector Maigret （页面存档备份，存于） - Includes complete bibliography and English translation checklist
- Simenon at New York Review of Books （页面存档备份，存于）
- Simenon's Estate at Peters Fraser & Dunlop （页面存档备份，存于）
- Simenon - All Works (french) （页面存档备份，存于）
- Georges Simenon UK - official author website （页面存档备份，存于）
- 喬治．西默農在臺灣——兼懷胡品清教授